# Храми Черкас

## Релігійне життя міста
У довіднику «Все місто Черкаси» Айзенштайна 1911 року вказано, що «Церков у Черкасах — 3 парафіяльних, 2 будинкових, 1 цвинтарна і 1 полкова. Більшість їх збудовано в 1865–1868 роках. Центральною і найбагатшою є Соборно-Миколаївська церква на площі того ж найменування. Крім того, є 1 католицька каплиця і 1 старообрядницька, 2 старообрядницьких монастиря (чоловічий та жіночий)». Відповідно до цього ж довідника, у Черкасах діяли 12 єврейських молитовних будинків і синагога з рабином, що розташовувалася по вулиці Єврейській. Якщо враховувати, що на кінець XIX століття населення Черкас становило 29 093 жителя, серед них 20 008 — православних, 7 044 — юдеїв, 82 католика, 15 мусульман і 1944 розкольника, то всі вони мали свої храми.
У радянський час релігійне життя у місті зазнало занепаду. Черкаси стали єдиним обласним центром в усьому колишньому СРСР, де у результаті знищення духовенства і руйнування церков у 1930-х роках, не залишилося жодного храму. З демократизацією громадського життя, наприкінці 1980-х років, пожвавилось і релігійне життя. Оскільки відновлювати в місті не було що, всі черкаські храми є новобудовами. У Черкасах, у дорадянську добу, було також декілька синагог — одна з них була на місці теперішнього палацу спорту «Спартак». Ще одна синагога була розташована на місці, де тепер знаходиться приміщення Драмтеатру — це була синагога Зарицьких. Існує свідчення, що 1903 року у місті було аж 22 синагоги, втім і раніше, і особливо на початку XX століття єврейське населення міста потерпало від погромів. Однак, попри значно меншу кількість євреїв у Черкасах у теперішній час не існує жодної синагоги, а «Об'єднана єврейська громада» діє виключно як громадська організація.
У Черкасах також існує принаймні близько 30 церков євангельського/протестантського спрямування. До найбільших належать:
- Церква Євагнельських християн-баптистів (Перша баптистська церква) — одна з найстаріших протестантських церков міста
- Церква християн віри Євангельської
- Церква «Блага Вість» (харизматики)
- Церква християн повного Євангелія «Слово віри»
- Церква Благодаті (Євангельські християни)
- Церква «Дім Євангелія» (Євангельські християни)
- Церква "Нове Життя"
- Церква Адвентистів сьомого дня

## Список діючих храмів

### Християнство

#### Православна церква
| Назва                                                        | Конфесія | Роки спорудження                           | Розташування                   | Фото | Короткі відомості                                                                                  |
| ------------------------------------------------------------ | -------- | ------------------------------------------ | ------------------------------ | ---- | -------------------------------------------------------------------------------------------------- |
| Свято-Троїцький кафедральний собор                           | ПЦУ      | 1980-ті — 1991                             | площа Слави                    |      | Існувало ще 3 історичні будівлі церкви: 1671, 1745, 1864 років                                     |
| Свято-Троїцький кафедральний собор                           | ПЦУ      | 1994 — 2002                                | вулиця Надпільна               |      | |
| Церква Святої Великомучениці Варвари                         | ПЦУ      | —                                          | —                              |      | -                                                                                                  |
| Свято-Анатоліївський храм                                    | ПЦУ      | —                                          | —                              |      | -                                                                                                  |
| Стрітенський храм                                            | ПЦУ      | —                                          | вул. В. Чорновола, 168/1       |      | -                                                                                                  |
| Каплиця Святих Кирила та Мефодія                             | ПЦУ      | —                                          | —                              |      | -                                                                                                  |
| Каплиця Сергія Радонезького та Всіх Святих Землі Української | ПЦУ      | —                                          | —                              |      | -                                                                                                  |
| Свято-Михайлівський кафедральний собор                       | ПЦУ      | 1994–2002                                  | Соборний парк                  |      | Є найвищим православним храмом України. Збудовано на місці старої Георгіївської церкви (1917–1933) |
| Церква Різдва Пресвятої Богородиці                           | УПЦ МП   | —                                          | вулиця Благовісна, б.374       |      | До цього існувало ще 3 будівлі у різних місцях міста: 13 століття, 1798, середина 19 століття      |
| Церква Різдва Христового                                     | ПЦУ      | —                                          | Вулиця Сумгаїтська             |      | -                                                                                                  |
| Церква Святого апостола Андрія Первозваного                  | ПЦУ      | —                                          | Вулиця Героїв Дніпра           |      | -                                                                                                  |
| Церква Святого апостола Луки                                 | УПЦ МП   | —                                          | —                              |      | -                                                                                                  |
| Церква на честь ікони Божої Матері «Всецариця»               | УПЦ МП   | —                                          | —                              |      | -                                                                                                  |
| Церква на честь ікони Божої Матері «Неопалима купина»        | ПЦУ      | —                                          | —                              |      | -                                                                                                  |
| Церква Святого Іоанна Воїна                                  | УПЦ МП   | —                                          | —                              |      | -                                                                                                  |
| Свято-Преображенська церква                                  | УПЦ МП   | —                                          | —                              |      | -                                                                                                  |
| Храм Покрови Пресвятої Богородиці, ПЦУ, м. Черкаси           | ПЦУ      | Довідка про реєстрацію 3 жовтня 1991 року: | вулиця Благовісна, 54, Черкаси |      | Внутрішня частина храму:                                                                           |

#### Католицька церква
| Назва                                     | Конфесія | Роки спорудження | Розташування          | Фото | Короткі відомості |
| ----------------------------------------- | -------- | ---------------- | --------------------- | ---- | --- |
| Каплиця Благовіщення Пресвятої Діви Марії | РКЦ      | 1998             | вул. Митницька, 22    |      | Парафію обслуговують дієцезіальні священники. |
| Церква Покрови Пресвятої Богородиці       | УГКЦ     | 2015             | вул. Героїв Дніпра, 7 |      | 17 травня 2015 року Отець і Глава Української Греко-Католицької Блаженніший Святослав здійснив Чин освячення каплиці Покрови Пречистої Діви Марії. |

#### Протестантизм
| Назва                          | Конфесія     | Роки спорудження | Розташування                | Фото | Короткі відомості |
| ------------------------------ | ------------ | ---------------- | --------------------------- | ---- | ----------------- |
| Перша Баптистська церква       | Баптизм      |                  | вул. Лісна Просіка, 32      |      |                   |
| Дім Євангелія                  | Баптизм      |                  | вул. Юрія Іллєнка, 60       |      |                   |
| Церква Благодаті               | Євангелізм   |                  | вул. Верхня Горова, 129     |      |                   |
| Церква "Світло життя"          | Євангелізм   |                  | просп. Хіміків, 1           |      |                   |
| Церква Адвентистів сьомого дня | Адвентизм    |                  | вул. Праведниці Шулежко, 90 |      |                   |
| Зал Царства Свідків Єгови      | Свідки Єгови |                  | вул. Благовісна, 84/57      |      |                   |

## Іслам
| Назва                                | Конфесія      | Роки спорудження | Розташування                | Фото | Короткі відомості |
| ------------------------------------ | ------------- | ---------------- | --------------------------- | ---- | ----------------- |
| Черкаська мусульманська громада ДУМУ | Іслам, Сунізм |                  | вул. Новопречистенська, 123 |      |                   |

## Список зруйнованих храмів
| Назва                                  | Конфесія    | Роки існування | Розташування                   | Фото | Короткі відомості |
| -------------------------------------- | ----------- | -------------- | ------------------------------ | ---- | --- |
| Церква Покрови Пресвятої Богородиці    | православ'я | ?—1950-ті      | Казбет, вулиця Університетська |      | Парафіяльна церква, прихід її був дуже бідний. Закрита у 1930-ті роки, 1944 року на прохання жителів міста були відновлені богослужіння, але у 1950-ті роки приміщення було відібрано і церква закрита |
| Свято-Георгіївська церква              | православ'я | 1917–1933      | Соборний парк                  |      | Церква збудована на кошти міщан у пам'ять загиблим у роки Першої світової війни. Мала позолочений іконостас. На її місці 2002 року зведено Свято-Михайлівський собор                                   |
| Свято-Миколаївський кафедральний собор | православ'я | 1864-1945      | Соборна площа                  |      | З 1693 року церква існувала на місці сучасного управління Нацбанку у Черкаській області |